# Roberto Cifuentes Parada
Roberto Cifuentes Parada (21 de diciembre de 1957) es un Gran Maestro Internacional de ajedrez de origen chileno, nacionalizado español.

## Vida
Roberto Alejandro Cifuentes Parada (Santiago de Chile, 1957) aprendió a jugar ajedrez en 1972 gracias a la publicidad generada por el "match del siglo" entre R.Fischer-B.Spassky (Reykjavik - Islandia).
En 1975 se proclama Campeón juvenil de Chile. Esta victoria le permite viajar por primera vez al extranjero con motivo del Campeonato Panamericano Juvenil disputado en Buenos Aires (abril).
En 1986 publica en Chile su primer Texto Guía de ajedrez: "Estrategia en el Medio Juego" en colaboración con el MF Pedro Donoso Velasco.
A partir de 1990 se traslada a vivir a Holanda, y durante 10 años trabaja como entrenador y jugador en la máxima categoría holandesa. En este período destaca su labor de entrenador del equipo olímpico femenino holandés y en el plano individual con los campeones holandeses: Loek van Wely y Peng Zhaoqin (femenina).
En diciembre de 1991 durante el congreso de la FIDe celebrado en Berlín (Alemania) obtiene el título de Gran Maestro.
En julio del año 2000, GM Cifuentes se desplaza a vivir a la ciudad aragonesa de Huesca (España) donde tiene fijada su residencia. En la actualidad GM Cifuentes es entrenador de la Academia de Ajedrez del Club Jaque y a partir del verano de 2011, crea la web: www.casinojaque.es, en ella Cifuentes es el administrador principal y publica artículos, análisis y comentarios del ajedrez tanto local como internacional. Su principal aporte lo realiza en febrero de 2009 creando CHESSYPEDIA, una herramienta ajedrecística para estudiar aperturas de ajedrez por Internet.
En septiembre de 2016, durante la olimpíada de Bakú a Cifuentes se le otorga el título de FIDE Senior Trainer (máximo galardón como entrenador)

## Campeón de Chile
Roberto Cifuentes obtuvo la victoria en 5 ocasiones consecutivas del Campeonato de Chile de ajedrez, desde 1982 a 1986, ambos años inclusive.

## Otros resultados
Año 1992: Cifuentes finaliza en 2.º lugar en el Campeonato Absoluto de Holanda;
Año 1995: Cifuentes quedó 3º en el XXX Capablanca Memorial, celebrado en Cuba, del 9 al 23 de mayo;
Años 2001 y 2002: Cifuentes gana Abierto Internacional de Sevilla;
Año 2004: En el Campeonato de España, quedó 7º clasificado;
Año 2011: Queda en 7º lugar del Cto. de España Absoluto celebrado en Menorca.

## Resultados por equipos
Participó en ocho ocasiones en las Olimpíadas de ajedrez, siete representando a Chile en los años 1978 en Buenos Aires, 1980 en La Valeta, 1982 en Lucerna, 1984 en Salónica, 1986 en Dubái, 1988 en Salónica y 1990 en Novi Sad y en una ocasión a España, en 2004 en Calviá.